# Aleurolobus lagerstroemiae
Aleurolobus lagerstroemiae là một loài côn trùng cánh nửa trong họ Aleyrodidae, phân họ Aleyrodinae.
Aleurolobus lagerstroemiae được Regu & David miêu tả khoa học đầu tiên năm 1993.